# Кундрюча
Кундрю́ча, або Кондрю́ча (рос. Кундрючья, Кондрючья) — річка на сході України та півдні Росії, права притока Сіверського Дінця.

## Течія
Річка бере початок на південно-західній околиці міста Довжанськ Луганської області. Річище меандруюче, утворює численні луки-звивини. Загальний напрямок течії — південний схід та схід. Територією України протікає 21 км. Впадає до Сіверського Дінця нижче станиці Нижньокундрюченська, до протоки Кадамка.

## Морфометрія
Живлення переважно снігове та дощове. Пересічні витрати води у гирлі становлять 3,74 м³/с. Льодостав триває від кінця листопада до середини березня. Річка не судноплавна. Використовують для зрошування, розведення птиці та господарського водопостачання. В декількох місцях русло перекрите греблями, тут розташована досить велика для регіону гідроелектростанція, збудовані водосховища (в Україні — Бірюковське, Павлівське, у Росії — Соколовське, Несветайське). Води багаті рибою — короп, сазан, товстолоб, окунь, щука, судак, сом; багато раків.
Якість води річки відповідає тимчасовим нормативам, які регламентовані «Угодою про спільне використання, відтворення та охорону водних ресурсів трансграничного водного об'єкту». Рівень забруднення води у створі не узгоджується з вимогами санітарних норм за вмістом ХСК (1,4 ГДК), сухого залишку (1,6 ГДК) та БСК (1,1 ГДК). Решта показників мала незначні коливання й варіювала в межах ГДК. Клас якості річки залишився без змін — 3, «помірно-забруднена». Через це купатись у річці офіційно заборонено.

## Притоки
До річки впадають такі притоки:
- ліві — Балка Талова, Бургуста (Велика Бургуста), Велика Бугутка (Велика Багутка, Бургутка), Велика Гнилуша, Гнилуша
- праві — Галута

## Населені пункти
Уздовж річки лежать такі населені пункти:

### Україна
- - Свердловська міська рада — місто Довжанськ, село Кондрюче, селище Хмельницький;
  - Довжанський район — селище міського типу Криничне;

### Росія
- - Красносулінський район — село Павловка, село Ребриковка, село Кисельово;
  - Новошахтинський міський округ — місто Новошахтинськ;
  - Красносулінський район — місто Красний Сулін, хутір Пролетарка, село Прохоровка, станиця Владимировська, хутір Велика Федоровка, хутір Мала Федоровка, хутір Зайцевка, хутір Садки, хутір Правда, хутір Дудкіно;
  - Білокалитвинський район — хутір Дубовий, хутір Грушевка, хутір Семимаячний, хутір Чернишев, хутір Голубінка, хутір Казьмінка;
  - Усть-Донецький район — хутір Тереховський, хутір Євсеєвський, хутір Мостовий, хутір Крива Лука, станиця Верхньокундрюченська, хутір Черні, хутір Бородіно, хутір Листопадов, станиця Нижньокундрюченська.